# Hubert Beuve-Méry
Hubert Beuve-Méry (sinh ngày 5.01.1902 tại Paris - 6.8.1989 tại Fontainebleau) là nhà báo người Pháp. Năm 1944, sau khi nước Pháp được giải phóng, theo chỉ thị của tướng Charles de Gaulle, ông đã lập ra tờ báo Le Monde từ tàn tích của nhật báo Le Temps. Ông đã sử dụng cả trụ sở, các máy in, măng-sét cùng các nhân viên không cộng tác với người Đức của báo này cho tờ Le Monde.
Năm 1969, ông nghỉ hưu, nhưng vẫn giữ một văn phòng trong tòa nhà của báo Le Monde, cho tới ngày ông qua đời tại nhà riêng ở Fontainebleau, gần Paris, ngày 6.8.1989, thọ 87 tuổi.

## Giải thưởng
- 1972 Giải Bút vàng Tự do